# 鷹の巣
鷹の巣（たかのす）は、福岡県北九州市八幡西区の地名。鷹の巣一丁目から三丁目の町がある。住居表示実施済み。郵便番号は806-0047。

## 地理
八幡西区の北部に位置し、北に穴生、東に萩原、南東に鉄竜、南に相生町，竹末、西に森下町と接する。

### 河川
- 二級河川 割子川
- 普通河川 宮川

## 地域の特徴
町域の北部西縁を割子川が北流し、東縁に沿って宮川が北流する。また、北端を筑豊電気鉄道線が掠め、中央を県道11号有毛引野線が南北に縦貫する。一丁目、二丁目は比較的平坦であるが、三丁目は小高い丘となっている。一丁目に八幡穴生郵便局、二丁目に大池公園，大池プール、三丁目に八幡西警察署穴生交番，北九州市水道局穴生浄水場，北九州市立鷹の巣幼稚園，北九州市立八幡特別支援学校，九州電力送配電穴生変電所などがある。

## 歴史
昭和31年の筑豊電鉄線開通および上津役地区区画整理により昭和30年代から開発が進んだ地域。大池公園はこの地にあった大池を造成して作られた。

### 地名の由来
大字穴生の字、鷹ノ巣より。当地に屋敷があった鷹取家の名から鷹ノ巣。  またこの辺りにあった上保という字は公園にその名を残している。

### 沿革
- 1973年（昭和48年）6月1日 - 鷹の巣一丁目 - 三丁目新設[5]。
- 1974年（昭和49年）4月1日 - 八幡区が八幡西区と八幡東区に分かれ、八幡区鷹の巣は八幡西区鷹の巣となる[6]。

### 町名の変遷
| 実施内容          | 実施年月日               | 実施後       | 実施前                     |
| ----------------- | ------------------------ | ------------ | -------------------------- |
| 町名新設 住居表示 | 1973年（昭和48年）6月1日 | 鷹の巣一丁目 | 大字穴生の一部             |
| 町名新設 住居表示 | 1973年（昭和48年）6月1日 | 鷹の巣二丁目 | 大字穴生の一部             |
| 町名新設 住居表示 | 1973年（昭和48年）6月1日 | 鷹の巣三丁目 | 大字穴生，大字引野の各一部 |

## 世帯数と人口
2025年（令和7年）3月31日現在（北九州市発表）の世帯数と人口は以下の通りである。
| 町           | 世帯数    | 人口    |
| ------------ | --------- | ------- |
| 鷹の巣一丁目 | 831世帯   | 1,509人 |
| 鷹の巣二丁目 | 580世帯   | 1,018人 |
| 鷹の巣三丁目 | 179世帯   | 369人   |
| 計           | 1,590世帯 | 2,896人 |

### 人口の変遷
国勢調査による人口の推移。
| 1995年（平成7年）  | 3,389人 | [ 8 ]  |  |
| 2000年（平成12年） | 3,188人 | [ 9 ]  |  |
| 2005年（平成17年） | 3,108人 | [ 10 ] |  |
| 2010年（平成22年） | 3,074人 | [ 11 ] |  |
| 2015年（平成27年） | 2,932人 | [ 12 ] |  |
| 2020年（令和2年）  | 2,844人 | [ 13 ] |  |

### 世帯数の変遷
国勢調査による世帯数の推移。
| 1995年（平成7年）  | 1,494世帯 | [ 8 ]  |  |
| 2000年（平成12年） | 1,452世帯 | [ 9 ]  |  |
| 2005年（平成17年） | 1,377世帯 | [ 10 ] |  |
| 2010年（平成22年） | 1,417世帯 | [ 11 ] |  |
| 2015年（平成27年） | 1,395世帯 | [ 12 ] |  |
| 2020年（令和2年）  | 1,383世帯 | [ 13 ] |  |

## 学区
市立小・中学校に通う場合、学区は以下の通りとなる。
| 町           | 街区 | 小学校               | 中学校               |
| ------------ | ---- | -------------------- | -------------------- |
| 鷹の巣一丁目 | 全域 | 北九州市立萩原小学校 | 北九州市立穴生中学校 |
| 鷹の巣二丁目 | 全域 | 北九州市立萩原小学校 | 北九州市立穴生中学校 |
| 鷹の巣三丁目 | 全域 | 北九州市立竹末小学校 | 北九州市立穴生中学校 |

## 交通

### バス
域内のバス停と系統は以下のとおりである。
| 運行事業者 | 運行事業者   | 西鉄バス北九州 | 西鉄バス北九州 | 西鉄バス北九州 | 西鉄バス北九州 |
| 系統       | 系統         | 57             | 80             | 82             | 197            |
| 停留所     | 鷹の巣       | ○              |                |                |                |
| 停留所     | 萩原小学校前 |                | ○              | ○              | ○              |
| 停留所     | 穴生ドーム   |                | ○              | ○              | ○              |

### 道路
- 県道11号有毛引野線

## 施設

### 役所・公的機関
- 八幡西警察署 穴生交番
- 北九州市水道局穴生浄水場
- 九州電力送配電穴生変電所

### 公共施設
- 北九州市立穴生市民センター
- 大池プール

### 教育施設
- 北九州市立鷹の巣幼稚園
- 北九州市立八幡特別支援学校

### 金融機関
- 八幡穴生郵便局

### 社会福祉施設
- 大池年長者いこいの家

### 公園
- 大池公園
- 上保公園
- 鷹ノ巣公園